# L'Aventurier (chanson)
Pour les articles homonymes, voir L'Aventurier.
Singles de Indochine
Dizzidence politik Miss Paramount
Pistes de L’Aventurier
- L'Opportuniste
L’Aventurier est une chanson d'Indochine parue sur l'album éponyme en 1982, puis en single la même année. Ce deuxième single du groupe, qui évoque l'univers de Bob Morane et s'est hissé à la 4e place des ventes en France, a contribué à lancer la carrière des membres du groupe dans les années 1980.

## Musique et paroles
L'Aventurier évoque l'univers de Bob Morane, mentionnant des personnages (Bill Ballantine, Miss Ylang-Ylang) et des titres de ses romans. Il est fait aussi implicitement référence à d'autres romans, tel La Couronne de Golconde (« sauvé de justesse des crocodiles »). Dans une interview au Figaro, Nicola Sirkis a raconté comment il a trouvé le thème pour cette chanson, qu'il a écrite en quatre heures :
« À l'époque, on était en plein dans le trip Rambo, les héros invincibles... Je suis allé fouiller dans la bibliothèque que j'avais ramenée de Belgique, j'ai trouvé des Bob Morane avec des titres incroyables, qui correspondaient très bien à la musique. Alors j'ai volé tous les titres de tous les livres que Henri Vernes avait écrits, je les ai déplacés, replacés, pour recomposer une histoire. »
En effet, les paroles de la chanson se rapportent à plusieurs titres de la série des Bob Morane : La Vallée infernale, le premier de la série mentionné dès le début de L'Aventurier (« Égaré dans la vallée infernale »), L'Ombre jaune (« A la recherche de l'Ombre Jaune ») La marque de Kali (« Le bandit s'appelle Mister Kali Jones »), Trafic aux Caraïbes (« Stop au trafic des Caraïbes »), Le Sultan de Jarawak (« Prisonnière du Sultan de Jarawak »), Terreur à la Manicouagan (« En pleine terreur à Manicouagan »), Le Mystérieux Docteur Xhatan (« L'otage des guerriers du Doc Xhatan »)... Certains termes relèvent en revanche de la pure imagination de Nicola Sirkis, comme « L'opération Nadawieb ». Les romans mentionnés de Henri Vernes appartenaient pour certains à la bibliothèque qu'il s'était constituée lorsqu'il habitait à Uccle, en Belgique, jusqu'à l'âge de 15 ans.

## Genèse
D'après le manuscrit publié dans le livre Kissing my songs (Flammarion, 2011), L'Aventurier a été écrit par Nicola Sirkis en décembre 1981, à une époque où l'aura de Bob Morane avait déjà commencé à s'étioler,. Nicola Sirkis avait découvert Bob Morane, héros créé par le romancier belge Henri Vernes pour la collection de poche « Marabout Junior », lorsqu'il était en pensionnat en Belgique à 12 ans. « À cet âge-là, pour nous, ça ne pouvait être qu'un modèle, on rêvait de devenir Bob Morane », explique Nicola Sirkis, qui a aussi été marqué par un autre aventurier, mais cette fois de cinéma : Indiana Jones. Le film Les Aventuriers de l'arche perdue, de Steven Spielberg, venait de sortir en 1981, un an avant L'Aventurier.
La chanson, avec plusieurs autres de l'album L'Aventurier, a été enregistrée au studio d'Aguessau, à Paris, en septembre 1982, lors d'une session qui devait être consacrée uniquement à leur premier single, Dizzidence Politik. Le morceau L'Aventurier a été déterminant dans le choix de leur producteur de l'époque, Didier Guinochet, de financer leur premier album. En face B du 45-tours, figure une autre chanson de leur premier album: Indochine (les 7 jours de Pékin). La pochette du disque, dont le design a été réalisé par la graphiste Marion Bataille, devenue la compagne de Nicola Sirkis,, et la photo par J.-F. Rousseau, représente de manière stylisée les quatre membres du groupe, avec une typographie d'inspiration asiatique.

## Réception
Sur Antenne 2, l'émission Platine 45, consacrée aux vidéoclips, diffuse celui de L'Aventurier le 16 février 1983, avant une émission spéciale consacrée au groupe Indochine le 11 mars 1983. Le single s'est vendu à plus de 500 000 exemplaires en France. Il fut le premier grand succès du groupe. « Un des grands succès de l'été [1983] », précise l'animateur Michel Drucker, lorsque le groupe Indochine se produit, le 17 septembre 1983, dans l'émission de variétés lancée sur Antenne 2 l'année précédente, Champs-Élysées. La même année, invité à chanter L'Aventurier sur TF1, Indochine rencontre pour la première fois l'auteur Henri Vernes sur le plateau de l'émission Le bar de l'été,. En 2015, Henri Vernes déclarait : « J’ai vraiment été touché de découvrir cette chanson. Car elle reprenait les titres de plusieurs de mes romans. Elle a fait beaucoup de bien au personnage en le remettant au goût du jour… et en relançant les ventes des livres et des albums de bande dessinée ». La chanson reste tellement indissociable des débuts du groupe Indochine, que lorsque ses membres ont changé, « certains se demandaient s'ils avaient le droit de jouer L'Aventurier », racontait Nicola Sirkis en 2017. 
Musicalement, Sud Ouest juge que ce morceau se distingue par sa «pop rock ultra dansante, sautillante et ludique». La journaliste Rebecca Manzoni note que L'Aventurier « propose en introduction une ritournelle inspirée de l'Asie, soutenue par des sonorités futuristes (...), suivie par un riff de guitare composé par Dominique Nicolas, un riff si efficace qu'il permet d'identifier la chanson ». En 2017, Le Point estimait que la chanson demeure celle «  la plus connue du groupe ».  « Depuis 1982, cette chanson ne cesse de résonner sur les pistes de danse des discothèques ou de fêtes entre amis, lorsque c’est le tour des tubes des eighties », note de son côté Ouest France. Quand elle mixait comme DJ dans des soirées, l'actrice italienne Asia Argento témoigne en 2017 qu'elle passait ce morceau. En 2018, dans un article consacré à l'anniversaire des 100 ans de Henri Vernes, un journaliste du Figaro notait que « Le refrain de la chanson du groupe Indochine (1982) résonne à la mémoire dès que l'on repense à Bob Morane ». D'ailleurs, le générique français de la série télévisée d’animation « Bob Morane », diffusée pour la première fois en 1998 et en 1999, reprend en instrumental L'Aventurier.

## Crédits

### Musiciens
- Nicola Sirkis : Chant, claviers
- Stéphane Sirkis : Synthétiseurs, séquenceur
- Dominik Nicolas : Guitare Lead, Basse
- Arnaud Devos : Batterie

- Enregistré au studio d'Aguesseau à Paris en septembre 1982
- Ingénieurs du son : Patrick Chevalot et Stéphane Meer
- Mixé au studio Red bus à Londres par Simon Scoffield
- Production réalisation : Indochine et Patrice Le Morvan
- Producteur exécutif : Didier Guinochet

## Reprises
Cette chanson a notamment été reprise en 2000 par le groupe The Kingpins, en 2003 par Nada Surf, en 2004 par Les Castafiores (album Air de jeux), en 2008 en version swing par Quentin Mosimann (album Duel), en 2010 par Nouvelle Vague (album Couleurs sur Paris), en 2022 par Cœur Doré (album Epopée) et en 2024 par Metallica en live au Hellfest

## Classements
| Classement (1983) | Meilleure place |
| ----------------- | --------------- |
| France (IFOP)     | 4               |

| Classement (2012) | Meilleure place |
| ----------------- | --------------- |
| France (SNEP)     | 196             |

| Classement (2014) | Meilleure place |
| ----------------- | --------------- |
| France (SNEP)     | 135             |